# Elżbieta Hurnikowa
Elżbieta Hurnikowa (ur. w 1953 w Częstochowie) – polska literaturoznawczyni, autorka książek,  członek Stowarzyszenia Pisarzy Polskich, profesor nadzwyczajny Uniwersytetu Humanistyczno-Przyrodniczego im. Jana Długosza w Częstochowie.

## Życiorys
Urodziła się w Częstochowie jako Elżbieta Mastalerz. Ukończyła I Liceum Ogólnokształcące im. Juliusza Słowackiego w Częstochowie. W latach 1972–1977 studiowała filologię polską na Uniwersytecie Śląskim w Katowicach. Pracę magisterską napisała pod kierunkiem prof. Ireneusza Opackiego. W 1987 obroniła pracę doktorską na temat międzywojennej liryki Marii Pawlikowskiej-Jasnorzewskiej, napisaną również pod opieką naukową prof. Ireneusza Opackiego. W latach 1976–1987 zatrudniona była w Pałacu Młodzieży w Katowicach, w Dziale Czytelnictwa. 
Od 1987 jest pracownikiem Instytutu Filologii Polskiej Wyższej Szkoły Pedagogicznej w Częstochowie (od 2004 AJD, od 2018 UJD), najpierw na stanowisku asystenta, od 1 października 1987 – adiunkta, a od 2002 – profesora nadzwyczajnego. Kieruje Zakładem Historii Literatury Polskiej XX Wieku i Literatury Najnowszej. 
W latach 1994–1997 pracowała jako lektor języka polskiego w Instytucie Kształcenia Tłumaczy Uniwersytetu Wiedeńskiego. 10 kwietnia 2001 uchwałą Rady Wydziału Filologicznego w Katowicach uzyskała stopień naukowy doktora habilitowanego nauk humanistycznych w zakresie literaturoznawstwa – literaturoznawstwa porównawczego. 
Jest współorganizatorem cyklicznych konferencji „Czytanie Dwudziestolecia" (3 edycje). Prowadzi spotkania literackie ze znanymi pisarzami i poetami.
Współredagowała m.in. prace zbiorowe poświęcone recepcji dwudziestolecia międzywojennego (3 serie) i Prace Naukowe AJD „Filologia Polska: Historia i Teoria Literatury" (4 serie). 
Na UJD prowadzi zajęcia z historii literatury Młodej Polski, XX wieku i literatury najnowszej, kultury regionu oraz metodyki pracy naukowej literaturoznawcy. 
W 2007 otrzymała Nagrodę Prezydenta Miasta Częstochowy w dziedzinie kultury w kategorii literatura za całokształt działalności twórczej ze szczególnym uwzględnieniem popularyzacji wiedzy o poetach ziemi częstochowskiej.
Od 1 października 2012 jest kierownikiem Studiów Doktoranckich w dyscyplinie: literaturoznawstwo.

## Publikacje książkowe
- Natura w salonie mody. O międzywojennej liryce Marii Pawlikowskiej-Jasnorzewskiej, PIW 1995
- Maria Pawlikowska-Jasnorzewska (zarys monograficzny), "Śląsk", Katowice 1999
- W kręgu Wiedeńskiej Moderny. Z zagadnień polsko-austriackich powinowactw literacko- kulturowych, Wyd. WSP, Częstochowa  2000
- W Cekanii i gdzie indziej. Studia i szkice o literaturze i kulturze austriackiej i polskiej, Wyd. AJD, Częstochowa 2011